# Гнатюк Леонід Володимирович
Леонід Володимирович Гнатюк (24 вересня 1939, Ворзель, Київська область — 9 березня 2021, Суми) — український педагог, викладач, ректор Глухівського педагогічного інституту (1985—1990).

## Життєпис
Народився 24 вересня 1939 року у Ворзелі Київської області в родині службовця.
У 1957 закінчив Рівненську середню школу № 3.
У 1957–1958 роках працював арматурником у тресті «Южводстрой» та Рівненському заводі залізобетонних виробів.
Наступні шість років працював каменярем та склодувом-арматурником на рівненських заводах.
У 1959–1964 навчався на філософському факультеті Московського державного університету ім. М. В. Ломоносова.
Упродовж наступних трьох років перебував в аспірантурі цього вишу.
У 1972–1978 працював на посадах асистента, старшого викладача та доцента кафедри філософії та політекономії Рівненського педагогічного інституту ім. Д. З. Мануїльського.
У 1977–1979 — виконувач обов'язків завідувача кафедри філософії Рівненського педінституту.
Упродовж 1980–1985 — обіймав посаду проректора із заочної форми навчання.
У 1985–1990 — ректор Глухівського державного педагогічного інституту.
З 11 травня 1990 до серпня 1991 року — секретар Сумського обласного комітету КПУ з питань ідеології.